# Horusauge
Das Horusauge, auch Udjat-Auge oder Udzat-Auge (von udjat „das heile, das unversehrte Auge“, bezogen auf das Auge des Himmelsfalken und Schöpfergottes Horus) ist ein altägyptisches Sinnbild des Himmels- und Lichtgottes Horus und eine ägyptische Hieroglyphe mit magischer Bedeutung. Es hat in der Gardiner-Liste die Nummer D10.

## Im Alten Ägypten
Die Konzeption der Horusaugen, die von Sonne und Mond spricht, darf nicht mit den mythologischen Bereichen Auge des Re und Augen des Horus verwechselt werden. Die bisher publizierten Augensagen vermischen zumeist die voneinander unabhängigen Themenbereiche, was zu insgesamt fehlerhaften Deutungen führte. Es liegen insgesamt drei Themenkomplexe vor:
1. Auge des Re: Tefnut und Sopdet unter anderem als „Auge des Re“.
2. Horusauge (Udjat-Auge): Heilung des Horusauges und Bezug auf den Mond.
3. Kosmische Augen des Horus: Schu als Sonne und Tefnut als Mond. In einem Wortspiel wird der Göttername Schu als Licht übersetzt. Die dazugehörigen Assoziationen kommen seltener vor und verweisen auf die ursprüngliche Verquickung der Tefnut mit dem Udjat-Auge.

In der „Udjat-Textgattung“ riss Seth Horus das linke Auge aus, als sich beide Rivalen im Kampf um den Thron von Osiris befanden. Thot, der weise Mondgott, Schutzpatron der Wissenschaften und der Schreibkunst, heilte das Auge.

### Verwendung in der Magie
Das Horusauge ist das von Thot geheilte, wiederhergestellte linke Auge („Mondauge“) des Lichtgottes Horus. Es wird auch als das Udjat- oder Udzat-Auge bezeichnet (udjat = „intakt, vollständig, heil, gesund“).
Ursprünglich diente das Symbol als Schutzmittel und wurde seit Beginn des Alten Reichs, belegt erstmals um 2500–2100 v. Chr., bis zum Ende der Pharaonenzeit als weitverbreitetes Amulett- und Schutzzeichen gegen den „bösen Blick“ verwendet. Im Neuen Reich wurden Sargwände und Grabbeigaben damit dekoriert („magische Augen“).

### Verwendung in der Mathematik
Der Ägyptologe Georg Möller behauptete 1911, er habe bei seinen Forschungen eine bildliche Notation der ersten sechs binären Stammbrüche entdeckt. Diese würden als Elemente des Horusauges geschrieben. Die Summe der Bruchzahlen ergibt 63⁄64. 1⁄64 hat Thot angeblich verschwinden lassen.

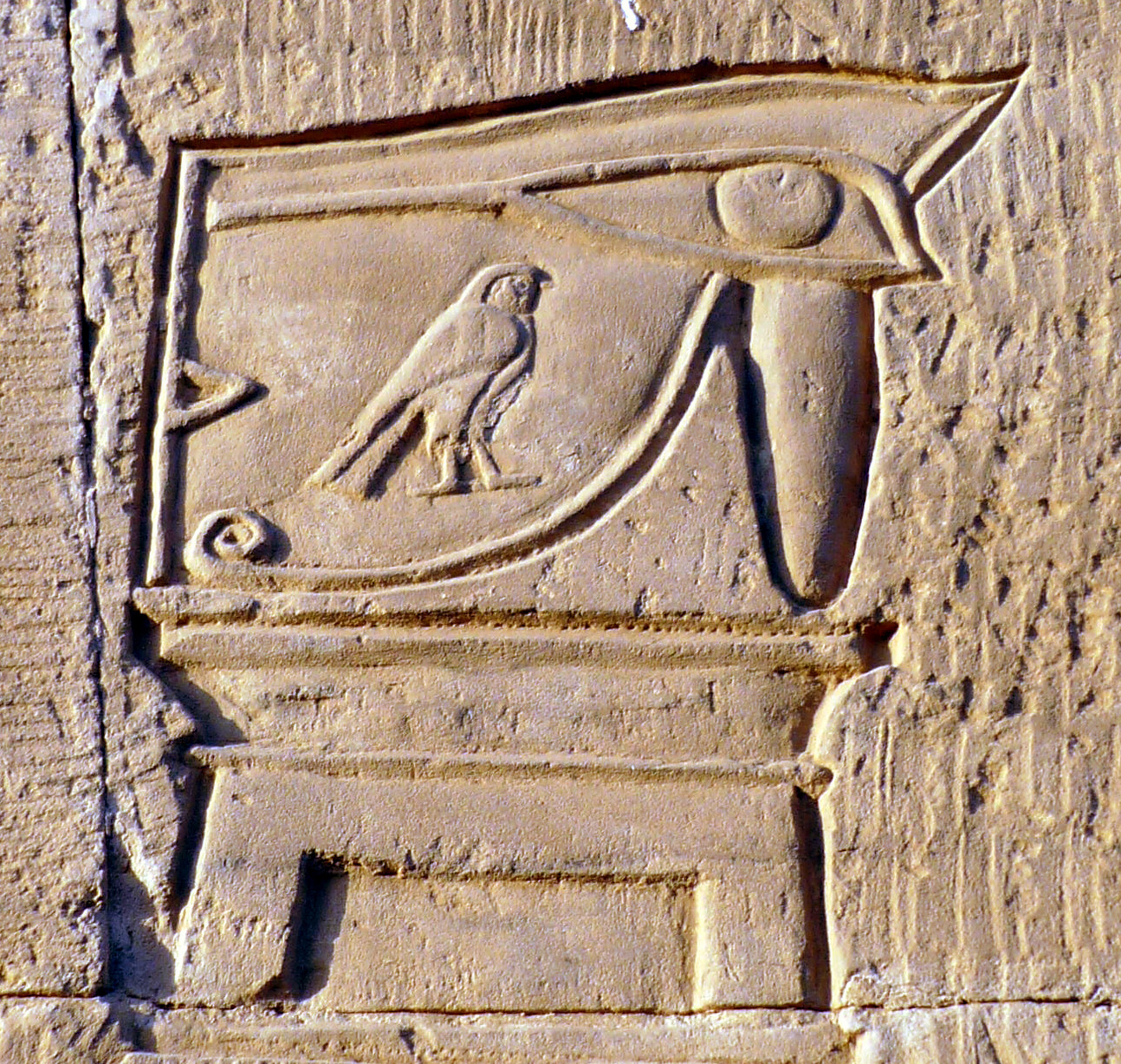
Horusauge mit Horus-Falke innerhalb des Auges (Tempel von Kom Ombo)
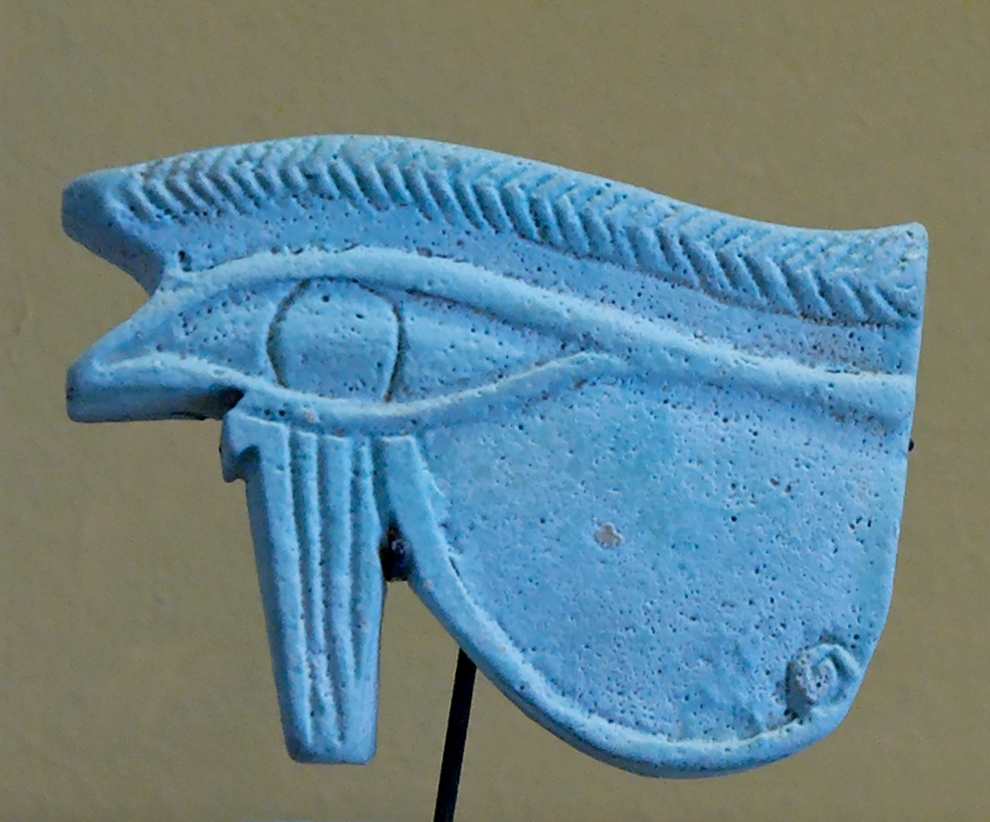
Horusauge, aus dem Apadana von Susa
Auge des Horus mit Heqat-Einteilungen
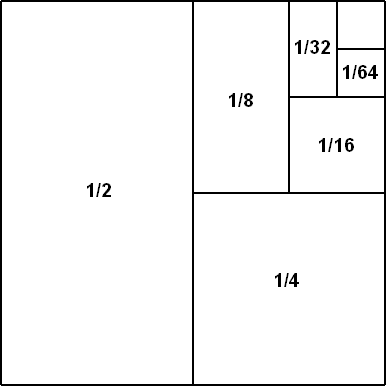
Proportionen des Horusauges innerhalb eines Quadrats

Analysen des Ägyptologen Jim Ritter aus dem Jahr 2002 weisen allerdings darauf hin, dass die altägyptischen mathematischen Stammbrüche auf die hieratische Schrift zurückzuführen sind und nicht von einer im Volke allgemein bekannten Verwendung der hieroglyphischen Symbole als Maßeinheiten ausgegangen werden kann.
Der schräglaufende Spiralbogen erfuhr verschiedene Deutungen.

### Verwendung in der Medizin
Bei der Herstellung eines Heilmittels benutzten die Ärzte das mathematische Verhältnis des Auges für die Dosierung der Zutaten. Das in mittelalterlichen und frühneuzeitlichen medizinischen Rezepten vorangestellte R-Zeichen für recipe ähnelte zudem dem Horusauge. Auch wurde das Horusauge (wie oben beschrieben) als Amulett, vielleicht sogar als Heilzauber verwendet.

## In der Neuzeit
- Das Horusauge ist eine wesentliche Komponente der Bemalung der maltesischen Fischerboote Luzzu.
- Das Horusauge ist auch auf verschiedenen Tarotkarten von Aleister Crowleys Thoth Tarot abgebildet.
- Das Horusauge wurde von der Progressive-Rock-Band The Alan Parsons Project als Grafik für das Cover des 1982er Studioalbums Eye in the Sky verwendet.
- Das Horusauge wurde von der britischen Rockband The Sisters of Mercy für das Cover des 1990er Studioalbums Vision Thing verwendet.
- Im Orient wird das „Nazar Boncuk“ (türk/arab.: Augen-Amulett) als Talisman verwendet, um den „bösen Blick“ abzuwenden.